# Omar at-Tabari
Abu-Hafsz Omar ibn al-Farruhán at-Tabari  (ابو حفص عمر بن ال فرخان ال طبري: szül. 740 k., megh. 810 k.) perzsa származású asztrológus, fordító, Jahja ibn Hálid vezír körének tagja. 
762-ben részt vett a Bagdad alapításának idejét kiválasztó asztrológuscsoport munkáiban. Nevéhez fűződik egy elveszett kommentár Ptolemaiosz asztrológiai művéhez, valamint szidóni Dórotheosz költeményének perzsa nyelvből készített arab fordítása.
Két műve maradt ránk: az egyik, a Kitáb al-maszáil (Kérdőasztrológia) egy összefoglaló kérdőasztrológiai mű 138 fejezetben; a másik, a Kitáb al-maválíd (Születési asztrológia) pedig a születési asztrológiát tárgyalja három részben, főként Ptolemaioszra, Dórotheoszra és Másáalláhra támaszkodva. Nyugaton mindkét mű Sevillai János 12. századi latin fordításában vált ismertté.